# 李曼瑰
李曼瑰（1907年6月13日—1975年10月20日），別號滿桂、雨初，劇作家、劇場教育家、臺灣早期女權運動者、戲劇運動領導者。廣東臺山人。燕京大學中國文學系畢業，1933年起赴美深造，美國密西根大學英文系戲劇組碩士畢業，1937年赴紐約哥倫比亞大學研究戲劇，1958年接受聯合國文敎組織獎學金，入耶魯大學戲劇硏究所硏究。曾任教於金陵女子文理學院（今金陵女子大學）、國立戲劇專科學校（今中央戲劇學院）、國立師範大學、國立政治大學、國立藝術專科學校（今臺灣藝術大學）、政工幹校（今國防大學）影劇系、中國文化學院（今中國文化大學）戲劇電影研究所等。
由於其戲劇成就，李曼瑰曾先後受蔣宋美齡、蔣介石之邀，擔任「新生活運動婦女指導委員會」文化事業組組長、「中華文藝獎金委員會」委員。她也擔任第一屆立法院立法委員（直到逝世皆任此職）。
1936年她曾以《大觀園》一劇獲得霍柏伍德戲劇獎，以《中國文學批評》4篇獲得霍柏伍德學術論文獎首獎。於臺灣的任教期間，她培植了許多劇場界的優秀人才，更利用自身在政界的影響力，積極推行多項戲劇運動，被稱為「臺灣戰後劇場第一人」。

1975年10月20日病逝於三軍總醫院，享壽68歲。

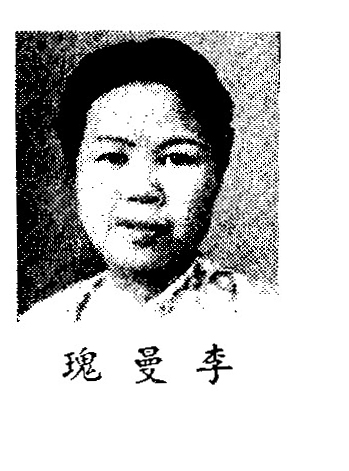
出席制憲國民大會代表時

## 生平[2]
李曼瑰的戲劇啟蒙可追溯自中學時代，就讀廣州真光中學時就開始接觸戲劇，對西洋名劇及五四運動以後之劇作頗有涉獵。1926年就讀燕京大學後，和作家冰心學習文藝寫作，和劇作家熊佛西學習戲劇。1933年赴美深造後，就讀美國密西根大學英文系戲劇組，期間創作的劇本《大觀園》和論文《中國文學批評》，皆獲好評，1937年再到紐約哥倫比亞大學研究戲劇，接受約翰．蓋斯納（John Gasner）的指導，之後便留在哥大圖書館任職，並主編留美學生出版之《遠東雜誌》。
1940年返國，先是在金陵女子文理學院擔任英語系副敎授，隔年受到蔣宋美齡邀請，任「新生活運動婦女指導委員會」文化事業組組長，從事戰時中國的婦女運動，主編婦女刊物，倡導女權思想。二次世界大戰結束後，李曼瑰至國立戲劇專科學校擔任教授，同年在於南京膺選爲第一屆立法院立法委員，屬廣東省婦女委員。
1948年跟隨國民政府來到臺灣，於1950年擔任「中華文藝獎金委員會」（簡稱「文獎會」） 委員，負責戲劇稿件審查，同時亦持續從事劇本創作和戲劇教育，截至1972年，二十多年間創作了14部劇本，曾任國立師範大學教授、國立政治大學教授、國立藝術專科學校（今臺灣藝術大學）、政工幹校（今國防大學）影劇系主任、中國文化學院（今中國文化大學）戲劇電影研究所所長。

## 作品與特色[4]
戲劇為李曼瑰的主要創作文類，劇作主題涉及女性、反共、社會、歷史等層面。
- 《淪陷之家》
- 《冤家路窄》
- 《戲中戲》
- 《天問》
- 《Heaven Challenges》
- 《時代插曲》
- 《Interludes of the times》
- 《千古恨》
- 《皇天后土》
- 《Heaven and Earth》
- 《王莽篡漢》
- 《光武中興》
- 《The Restorer》
- 《The Pretender》
- 《女畫家》
- 《維新橋》
- 《漢宮春秋》
- 《大漢復興曲》
- 《盡瘁留芳》
- 《楚漢風雲》
- 《國父傳》
- 《淡水河畔》
- 《漢武帝》
- 《阿里山的太陽》
- 《瑤池仙夢》
- 《現代女性劇本五種》

## 對臺灣戲劇界的影響[2]
李曼瑰所推動的重要戲劇運動，包括了新世界劇運（1956-1957）、小劇場運動（1960-1961），主持臺北話劇欣賞演出委員會（1961-1984），發起成立中國戲劇藝術中心（1967），舉辦青年劇展（1967）、世界劇展（1967），引進創造性戲劇教學之概念，推動兒童劇運（1967），設立李聖質基督天主教劇本創作獎(1968)，推動宗教劇運等。

## 評價
李曼瑰逝世後，1975年10月22日，全國教育界、文化界及戲劇界人士集會紀念，尊其為「中國戲劇導師」。

## 榮譽
曾獲美國霍柏伍德戲劇獎金和論文獎金、教育部學術文藝獎金戲劇獎、中華民國編劇學會第一屆最佳劇本獎、中山文藝創作獎。